# Bundesautobahn 828
Die Bundesautobahn 828 (Abkürzung: BAB 828) – Kurzform: Autobahn 828 (Abkürzung: A 828) – war eine geplante Autobahn im Stadtgebiet von Baden-Baden. Sie sollte von der A 5 bis nach Geroldsau führen. Autobahnähnlich gebaut wurde aber nur ein kurzer Abschnitt im Verlauf der B 500 in Höhe der A 5.